# Premchand

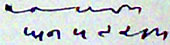
La firma di Premchand

Munshi Premchand, pseudonimo di Dhanpat Rai Srivastava (in hindī प्रेमचंद, in urdu پریمچںد‎?, lett. "Luna d'amore"; traslitterato anche come Premcand; Lamahi, 31 luglio 1880 – 8 ottobre 1936), è stato uno scrittore indiano, una delle più grandi figure letterarie della letteratura hindī e urdu moderna.

## Biografia
Premchand nacque nel villaggio Lamahi, nei pressi di Varanasi, dove il padre svolgeva il lavoro di impiegato in un ufficio postale. I genitori morirono quando era ancora studente, costringendolo a una vita di povertà e sacrifici che contraddistingue anche buona parte delle sue opere letterarie.
Prolifico nella scrittura di racconti brevi —compose 300 novelle in urdu—, si è poi dedicato interamente alla stesura di romanzi in hindī. Cifra della sua prosa è il realismo brutale e una marcata indifferenza verso le tradizioni, che hanno impresso una svolta repentina nella narrativa indiana. Godaan (Il dono della vacca), romanzo rurale e sua storia di maggior successo, ha segnato il culmine della sua produzione letteraria, innalzandolo a scrittore per eccellenza dell'India moderna.

## Opere

### Racconti
- Panch Parameshvar (पंच परमेश्वर پںچ پرمیشور)
- Idgah (ईदगाह اِیدگاہ)
- Nashaa (नशा نشا)
- Shatranj ke khiladi (शतरंज के ख़िलाडी شترںج کے خِلاڈی) (The chess players)
- Poos ki raat (पूस की रात پُوس کی رات)
- Atmaram (आत्माराम آتمارام)
- Boodhi Kaki (बूढी काकी بُوڈھی کاکی) (The Old Aunt)
- Bade Bhaisahab (बडे भाईसाब بڈے بھائیساب) (The Elder brother)
- Bade ghar ki beti (बडे घर की बेटी بڈے گھر کی بیٹی) (The girl of an affluent family)
- Kafan (कफ़न کفن) (Shroud)
- Dikri Ke Rupai (दिक्रि के रुपै دِکرِ کے رُپے)
- Udhar Ki Ghadi (उधार की घडी اُدھار کی گھڈی)
- Namak Ka Daroga (नमक का दरोगा نمک کا دروگا)
- Panch Phool (पाँच फूल)
- Prem Purnima (प्रेम पूर्णिमा)
- Ram Katha (राम कथा)

### Romanzi
- Gaban (गबन)
- Sevasadan
- Godaan (गोदान)
- Karmabhoomi (कर्मभूमि)
- Kaayakalp (कायाकल्प)
- Manorma (मनोरमा)
- Mangalsootra (मंगलसूत्र), incomplete
- Nirmala (निर्मला)
- Pratigya (प्रतिज्ञा)
- Premashram (प्रेमाश्रम)
- Rangbhoomi (रंगभूमि)
- Vardaan (वरदान)

### Opere
- Karbala (कर्बला)

### Traduzioni italiane
- Lo scrigno. Racconti di vita indiana, a cura di L.P. Mishra, Leonardo da Vinci, Bari 1965
- Godan. Il dono della vacca, a cura di M. Offredi, Cesviet, Milano 1970
- I racconti di Tolstoj, a cura di D. Dolcini, Mimesis, Milano, 1999
- Il ghepardo sul pallone e altri racconti, a cura di D. Dolcini, La Tigre di Carta, Milano 2018